# Annona angustifolia
Annona angustifolia este o specie de plante angiosperme din genul Annona, familia Annonaceae, descrisă de Huber. Conform Catalogue of Life specia Annona angustifolia nu are subspecii cunoscute.